# Slobidka Kuzmînska, Horodok
Slobidka Kuzmînska (în ucraineană Слобідка Кузьминська) este un sat în comuna Ostapkivți din raionul Horodok, regiunea Hmelnîțkîi, Ucraina.

## Demografie
Componența lingvistică a localității Slobidka Kuzmînska
     Ucraineană (99,39%)
     Alte limbi (0,61%)
Conform recensământului din 2001, majoritatea populației localității Slobidka Kuzmînska era vorbitoare de ucraineană (99,39%), existând în minoritate și vorbitori de alte limbi.